# Lophomachia viridior
Lophomachia viridior är en fjärilsart som beskrevs av Louis Beethoven Prout 1916. Lophomachia viridior ingår i släktet Lophomachia och familjen mätare. Inga underarter finns listade i Catalogue of Life.